# Jack Lam
Pour les articles homonymes, voir Lam.

a Compétitions nationales et continentales officielles uniquement.

b Matchs officiels uniquement.
Dernière mise à jour le 6 février 2022.
Jack Lam, né le 18 novembre 1987 à Hamilton (Nouvelle-Zélande), est un joueur de rugby à XV international samoan évoluant au poste de troisième ligne aile. Il joue avec la province de Waikato en NPC depuis 2021. Il mesure 1,88 m pour 103 kg.
Il est le frère aîné du talonneur international samoan Seilala Lam, évoluant à l'USA Perpignan. Il est aussi le cousin de l'ancien international samoan et actuel entraîneur de Bristol Pat Lam, mais aussi de D'Angelo Leuila qui est également joueur international samoan. 

## Carrière

### En club
Jack Lam commence sa carrière professionnelle avec la province de Tasman en NPC en 2008.
Il quitte cette équipe la saison suivante pour rejoindre Waikato avec qui il évoluera cinq saisons,.
En 2011, il fait ses débuts en Super Rugby avec la franchise des Hurricanes. il s'impose rapidement comme un cadre de la troisième ligne de cette équipe, et fait sa 50e apparition avec l'équipe dès le 24 mai 2014 lors d'un match contre les Chiefs,.
En 2014, il rejoint le club de Bristol qui évolue en deuxième division anglaise. Après deux premières saisons réussies, il prolonge son contrat en décembre 2015 pour deux saisons supplémentaires (jusqu'en 2018). En 2016, alors que Bristol vient d'être promu en Aviva Premiership, il est nommé capitaine pour la saison. En mai 2019, il n'est pas conservé pour la saison suivante.
En 2020, il rejoint le club japonais des NEC Green Rockets en Top League. Il quitte les Green Rockets en 2021, après deux saisons passées au club.
Il fait ensuite son retour en Nouvelle-Zélande avec Waikato pour la saison 2021 de NPC,.
En 2022, il rejoint la nouvelle franchise des Moana Pasifika, qui vient de faire son entrée en Super Rugby.

### En équipe nationale
Né en Nouvelle-Zélande puis élevé en Australie, Jack Lam est passé par l'équipe d'Australie des moins de 19 ans en 2006, remportant au passage le Championnat du monde junior.
En 2013, il décide de représenter le pays d'origine de ses parents : les Samoa. Il obtient donc sa première cape internationale avec l'équipe des Samoa le 8 juin 2013 à l’occasion d’un test-match contre l'équipe d'Écosse à Durban.
Il est sélectionné dans le groupe samoan choisi par Stephen Betham (en) pour participer à la Coupe du monde 2015 en Angleterre. Il dispute quatre matchs contre les États-Unis, l'Afrique du Sud, le Japon et l'Écosse.
En 2019, il est retenu par le sélectionneur Steve Jackson (en) dans le groupe samoan pour disputer la Coupe du monde au Japon. Il est nommé capitaine pour la compétition. Il joue trois matchs lors de la compétition, contre l'Écosse, le Japon et l'Irlande.
En 2021, il est rappelé en sélection samoane pour la double confrontations face aux Tonga, qualificative pour la prochaine Coupe du monde. Les Samoans parviennent finalement à se qualifier, après l'avoir emporté largement lors des deux matchs.

## Palmarès

### En club
- Champion de RFU Championship en 2016 et 2018 avec Bristol.

- Finaliste du NPC en 2010 et 2011 avec Waikato.

## En équipe nationale
- 40 sélections avec les Samoa
- 40 points (8 essais)
- Participation à la Coupe du monde en 2015 (4 matchs) et 2019 (3 matchs).